# اچ‌ام‌اس بارنستاپل (۱۹۱۹)
اچ‌ام‌اس بارنستاپل (۱۹۱۹) (به انگلیسی: HMS Barnstaple (1919)) یک کشتی بود که طول آن ۲۳۱ فوت (۷۰ متر) بود. این کشتی در سال ۱۹۱۹ ساخته شد.